# 圣巴泰勒米达日奈
圣巴泰勒米达日奈（法語：Saint-Barthélemy-d'Agenais，法語發音：[sɛ̃ baʁtelemi daʒ(ə)nɛ]，意为“阿日奈的圣巴泰勒米”）是法国洛特-加龙省的一个市镇，属于马尔芒德区。

## 地理
圣巴泰勒米达日奈（44°31'21"N, 0°22'27"E）面积15.28 平方千米，位于法国新阿基坦大区洛特-加龍省，该省份为法国西南部内陆省份，北起多爾多涅省，西接吉倫特省和朗德省，南至热尔省，东临塔恩-加龙省和洛特省。
与圣巴泰勒米达日奈接壤的市镇（或旧市镇、城区）包括：阿格梅、阿尔米亚克、拉布勒托尼、拉佩尔什、蒙蒂尼亚克-图皮讷里、皮米克朗、图尔特雷斯。
圣巴泰勒米达日奈的时区为UTC+01:00、UTC+02:00（夏令时）。

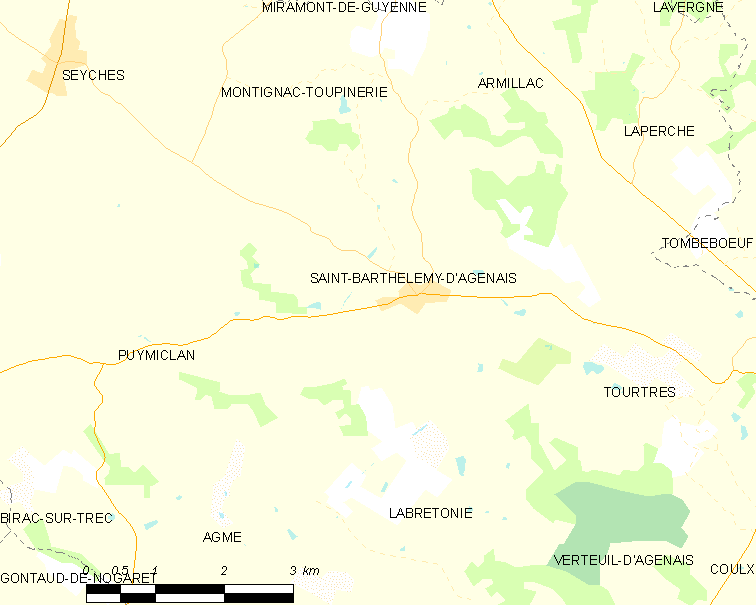
圣巴泰勒米达日奈的OSM定位图

## 行政
圣巴泰勒米达日奈的邮政编码为47350，INSEE市镇编码为47232。

## 政治
圣巴泰勒米达日奈所属的省级选区为吉耶讷山丘县。

## 人口

1962-2008年间圣巴泰勒米达日奈人口变化图示

圣巴泰勒米达日奈于2022年1月1日时的人口数量为530人。